# صوفيا الماريا
صوفيا الماريا (مواليد 1983 في) هي فنانة وكاتبة ومخرجة قطرية أمريكية. درست الأدب المقارن في الجامعة الأمريكية بالقاهرة والثقافات السمعية والبصرية في غولدسميثس في جامعة لندن. عرضت أعمالها في بينالي غوانغجو والمتحف الجديد في نيويورك وكلية الهندسة المعمارية في العمارة في لندن. ظهرت كتاباتها في مجلة هاربر وفايف ديلز وتريبل كانوبي وبيدوين.
تعمل كثيرا مع مفهوم «مستقبلية الخليج». ناقش هذا المفهوم بروس ستيرلينغ مرتين في عموده في مجلة ويريد. كتب عنها: «يجب أن تكون هناك صالة حصرية من الدرجة الأولى في مكان ما حيث يمكن لأشخاص مثل صوفيا الماريا أن يعلقوا لأنهم موهوبون جدا وأذكياء ومثيرون للاهتمام للإنترنت الفعلي».
نشرت مذكراتها من قبل هاربر برنيال في 27 نوفمبر 2012.

## الحياة الشخصية
ولدت صوفيا الماريا لأم أمريكية من بويالوب وأب قطري. أمضت وقتا في كلا البلدين خلال طفولتها.

## مستقبلية الخليج
مستقبلية الخليج هو مصطلح صاغته صوفيا الماريا لشرح ظاهرة موجودة لاحظتها في العمارة والتخطيط الحضري والفن وعلم الجمال والثقافة الشعبية في ما بعد ظهور النفط في الخليج العربي.
ينشأ اهتمامها بهذه المجالات من شبابها عندما نشأت في منطقة الخليج العربي خلال الثمانينيات والتسعينيات من القرن الماضي وهي تجارب وصفتها في «الفتاة التي سقطت على الأرض».

### التعريف
بتقاسمه بعض الصفات مع حركات القرن 20 مثل المستقبلية فإن مستقبلية الخليج هو جدول أعمال الطبقة المهيمنة في هذه المنطقة المعنية مع التخطيط الرئيسي وبناء العالم مع وجود ثقافة الشباب المحلية الذي يسلك فقاعة الأصول التي تغذت الشعور بالحق وغير مشغولة بالسيارات السريعة والتكنولوجيا السريعة.
«الخليج العربي هو المنطقة التي كانت في الوقت الحاضر تتكون من الأراضي البور الداخلية والخطط الرئيسية البلدية والانهيار البيئي مدفوعة الفرط مما يجعله إسقاط لمستقبل عالمي».
تشمل الموضوعات والأفكار الموجودة في مستقبلية الخليج عزل الأفراد عن طريق التكنولوجيا والثروة ورجعية الإسلام والعناصر المسببة لتآكل النزعة الاستهلاكية على النفس والصناعة على الأرض واستبدال التاريخ مع خيال مجد التراث في الذاكرة الجماعية وفي كثير من الحالات محو البيئة المادية الموجودة.
وصفه جان بودريار كتاب الوهم النهاية وصوفية الكتاب الإسلامي الميت وسلافوي جيجك في كتاب مرحبا بكم في صحراء الواقعية حيث تستخدم مستقبلية الخليج أيضا صور من الإيمان باليوم الآخر إسلاميا وأيديولوجيا الشركات وما بعد الإنسان وأساطير الخيال العلمي.

### الأصل
نشأ هذا المفهوم في مقال صدر في عام 2007 بعنوان «نظرية الخيال العلمي الوهابي» الذي أتيحت ككتاب طبعة محدودة ويمكن أيضا أن ينظر إليه على موقع ذي صلة. في الآونة الأخيرة كان موضوعا بعنوان «صحارى غير واقعية» في مجلة غاضبة ومختلطة التي تعلن أن المقال يعطي «مغرفة على مستقبلية الخليج وفنانة الفيديو صوفيا الماريا» ويذكر «صوفيا الماريا صاغت مصطلح مستقبلية الخليج» وناقش كاتب الخيال العلمي الشهير بروس ستيرلينغ المفهوم مرتين في عموده في مجلة ويريد.
تضمنت المؤسسة الفنلندية الهولندية إمباكت التي تقدم وجهات النظر الحرجة والإبداعية حول الثقافة الإعلامية المعاصرة والفنون السمعية والبصرية المبتكرة في سياق متعدد التخصصات مناقشة هذا المفهوم خلال مهرجان عام 2012 مشيرا في كتالوجها لمعرض «لا أكثر الغربيين» أن «صوفيا الماريا تهتم بما سيأتي إذ تركز عملها ككاتبة ومخرجة وفنانة على مستقبلية الخليج وتؤكد على أن حالة الخليج العربي المعاصر هي افتراض لمستقبلنا العالمي ومقرها الدوحة، قطر مشروعها» الخيال العلمي الوهابي«كما يتضح من أشرطة الفيديو والمقالات هو ملحمة عميقة في مستقبلية النازحين التي يمكن أن تكون ملموسة فقط من خلال السريالية المعاصرة لدول الخليج».
يذكر هذا المفهوم أيضا موقع «الإسلام والخيال العلمي».

### الكشافة
يتم استكشاف هذا الاهتمام كذلك في «الكشافة» ودخولها لطبعة 2012 من الحدث الفني الشهير دوليا غوانغجو بينالي. «الكشافة» هو نحت وتركيب الصوت الذي يجعل من استخدام صوت صدى داخل غامض الألياف الزجاجية المنحوتة. يتضمن الموسيقى التصويرية مقتطفا عربيا من السجل الذهبي للمركبة الفضائية فوياجر عام 1977 للأصوات من الأرض وسكانها. تم استعراض هذه القطعة في مجلة الفن الرائدة فلاش الفن.

### الأمثلة
يمكن رؤية أمثلة مستقبلية الخليج في التخطيط الحضري في مدن مثل دبي والعروض المعمارية مثل توسع المسجد الحرام في مكة. يظهر هاجس الخطط الرئيسية في وثيقة رؤية قطر الوطنية 2030. هناك أيضا فنانين منفردين مثل الموسيقية فاطمة القادري الذين يهتمون بأفكارهم فضلا عن فنانين من أجيال سابقة مثل خليفة القطان وحسن شريف ومحمود صبري. تم تضمين المزيد من الأمثلة التي جمعتها صوفيا الماريا وفاطمة القادري في مقال ديزد الرقمية. أما بالنسبة للخيال العلمي فقد تم إنشاء فيلم عربي بعنوان 1.1 في قطر من قبل المصمم الحسين وناس. استكشف الفيلم السيناريوهات المستقبلية من خلال استخدام التصميم الحاسم والسرد غير الخطي.